# Capitania de São Tomé
```
   |-
       |
Erro:
:  
valor não especificado para "
nome_comum
"
```

A Capitania de São Tomé foi uma das subdivisões administrativas do período colonial da América portuguesa, criada em 14 de agosto de 1539, junto com mais treze capitanias hereditárias, entregues pelo rei de Portugal, João III, a donatários em regime de hereditariedade.
O registro da formação da capitania de São Tomé está na "Carta de confirmação da demarcação das Capitanias de Pero de Góis e de Vasco Fernandes Coutinho – Arquivo da Torre do Tombo, Chancelaria de D. João III, liv. 6, p. 51-v".
Esta capitania foi vendida à Pero de Góis e compreendia a partir do Rio Itapemirim, onde hoje encontra-se a atual cidade de Itapemirim (Espírito Santo) e o Rio Paraíba do Sul, na atual cidade de Macaé (Rio de Janeiro). Surgiu após acordo firmado em 14 de agosto de 1539 entre Góis e com o donatário da capitania do Espírito Santo, Vasco Fernandes Coutinho, conforme o registro da carta régia: “Constava [a capitania do Espírito Santo] de cinqüenta leguas de terras que principiavam ao sul da barra do Rio Mucuri e findavam ao sul do Rio Managé, o atual Itabapoana, mas depois do acordo feito com Pero de Góis [aos catorze de agosto de 1539], donatário da Capitania de São Tomé, que teve a confirmação régia em doze de março de 1543, ficou como limite o Baixo de Pargos, à margem do Rio Itapemirim, do lado do norte” "O donatário fundou, às margens do rio Itabapoana, a sede da sua capitania, a chamada Vila da Rainha, onde começou também a instalar engenhos de açúcar, com mudas advindas da Capitania de São Vicente. Apesar disso, a vila acabou sendo destruída alguns anos depois pelos indígenas goitacás e puris. Tendo a capitania ficado abandonada após isso, até ser incorporada, definitivamente ao Rio de Janeiro, em 1619.

## Antecedentes
A colonização portuguesa da América foi efetivamente iniciada em 1534, quando o rei João III dividiu o território em quatorze capitanias hereditárias (administração do território colonial português) que foram doadas a doze capitães-donatários (vassalos), que podiam explorar os recursos da terra, mas em contrapartida deveriam povoar e proteger as regiões, onde os direitos e deveres dos donatários eram regulamentados pelas Cartas de Foral.
O sistema de capitanias já era empregado pelo Império Português nas ilhas da Madeira e de Cabo Verde desde o século XV. Em carta dirigida a Martim Afonso de Sousa em 1532, João III comunicou a decisão de dividir o território português, assim em 1534 efetivou as primeiras doações.
Existem três possíveis fatores para a adoção do sistema de capitanias no Brasil: uma resposta da monarquia portuguesa ante a ameaça da França ao seu projeto de domínio na América; transferência dos gastos com a colonização que deixavam de ser do Estado e passavam para os donatários, favorecendo a Coroa em um contexto de escassez de recursos; conversão da população nativa ao cristianismo, dando continuidade ao ideal da Cruzadas.

## História

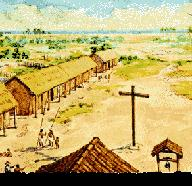
Reconstituição da Vila da Rainha, fundada às margens do Rio Managé (atualmente, Rio Itabapoana), na capitania de São Tomé, concedida à Pero de Góis.

A Capitania de São Tomé, posteriormente denominada de Paraíba do Sul, foi oficialmente doada a Pero de Góis, ex-capitão-mor da Capitania de São Vicente, pelo rei de Portugal, João III, em 1534, que chegou a sua capitania entre os anos de 1537 e 1538, onde fundou, às margens do rio Itabapoana, a Vila da Rainha.
O donatário iniciou, então, com mudas que trouxera da Capitania de São Vicente, um cultivo rudimentar de cana-de-açúcar que acabou sendo muito hostilizado pela população nativa. Alguns anos depois, Pero de Góis retorna a Europa a fim de trazer de lá equipamentos para a incipiente indústria da cana, porém, ao retornar à capitania em 1548, a encontra destruída e abandonada pelos europeus.
A capitania permaneceu nessa condição durante boa parte do século XVI, até, segundo o historiador inglês do começo do século XIX, Robert Southey, um grupo de aventureiros ingleses se instalarem em São Tomé no ano de 1570.
Em 1619 a capitania foi renunciada em favor da coroa portuguesa e integrada à Capitania do Rio de Janeiro.